# Alexander Calder

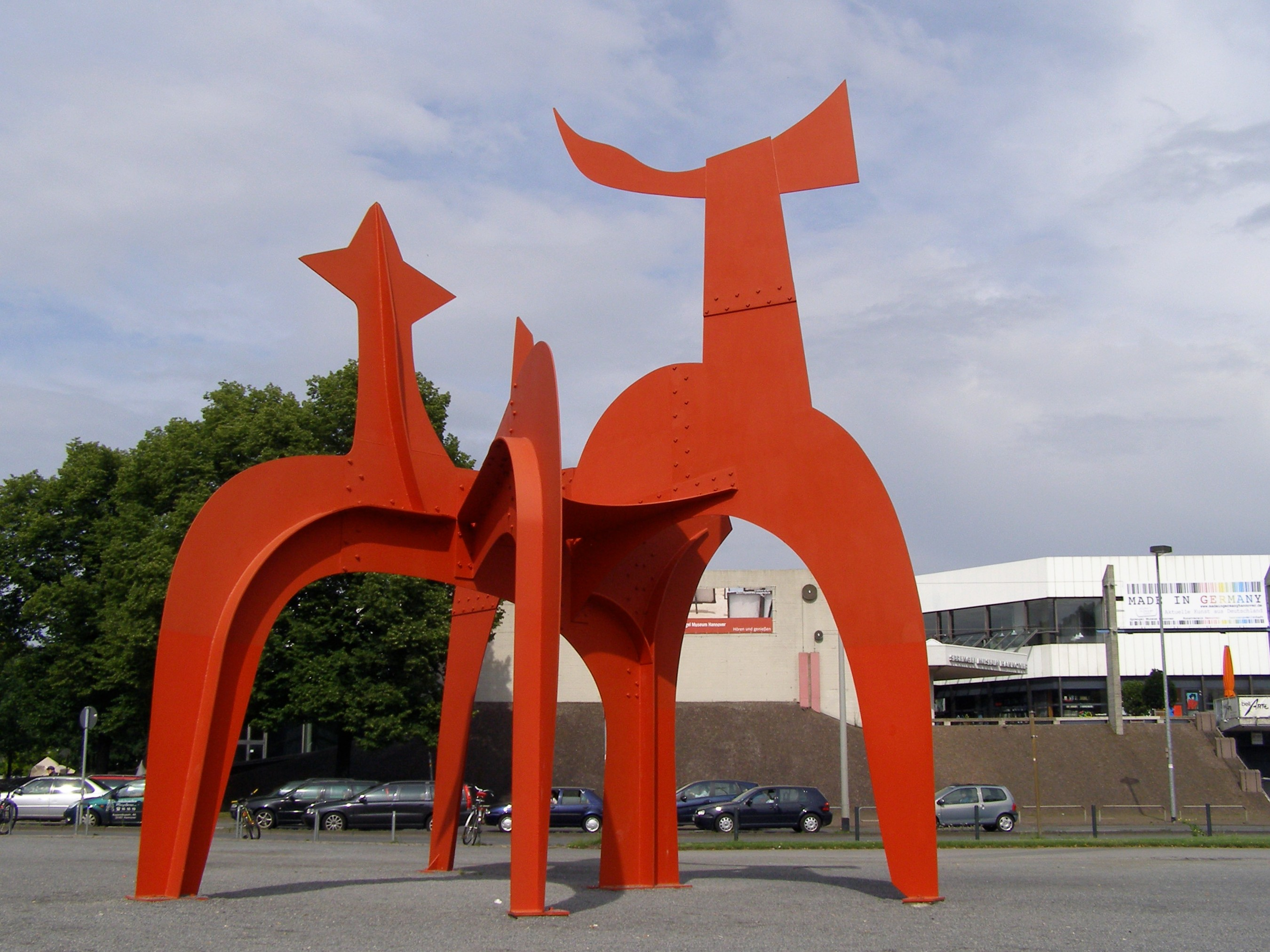
Le Halebardier, 1971, Hanower.

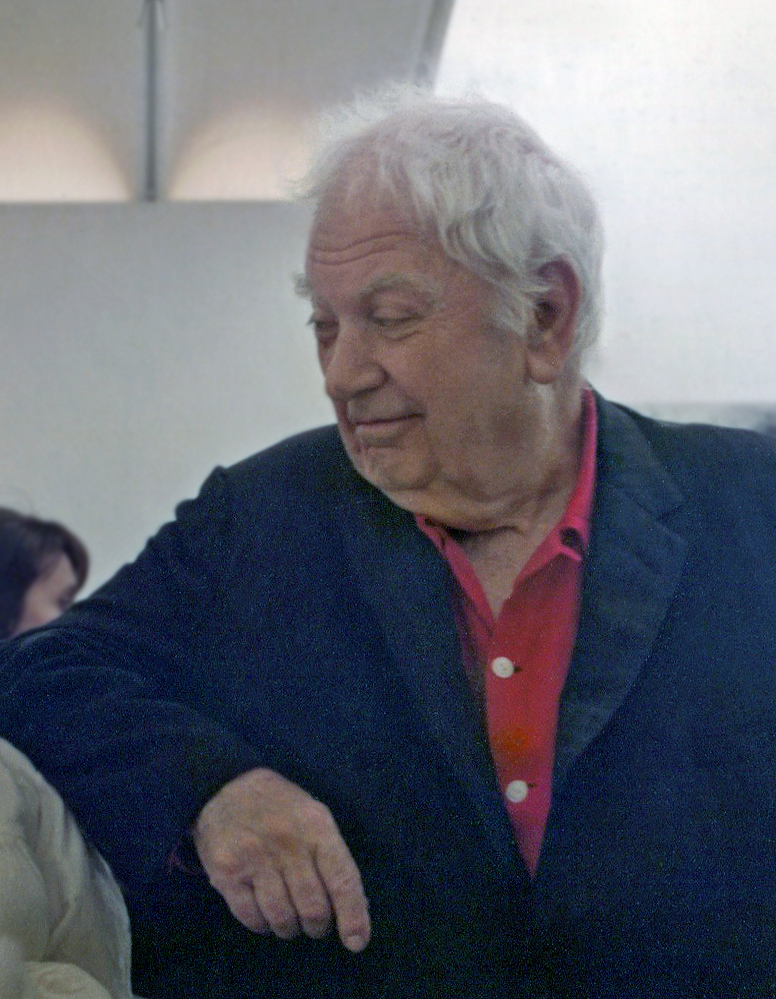
Alexander Calder 1968.

Alexander Calder (ur. 22 lipca 1898 w Filadelfii, zm. 11 listopada 1976 w Nowym Jorku) – amerykański rzeźbiarz, malarz, ilustrator i grafik amerykański, członek grupy Abstraction-Création, jeden z głównych przedstawicieli sztuki kinetycznej.
Tworzył malarstwo abstrakcyjne, barwną grafikę oraz słynne formy przestrzenne, przeważnie metalowe, najpierw statyczne (tzw. stabile), potem ruchome (tzw. mobile, poruszane powiewem powietrza lub przy pomocy silniczków). Konstruował także wielkie rzeźby plenerowe. Wywarł silny wpływ na współczesną rzeźbę.

## Życiorys
Studiował inżynierię mechaniczną. W 1923 rozpoczął naukę w Art Students League w Nowym Jorku. Zaczął malować, tworzył ilustracje. Swoją pierwszą rzeźbę wykonał w 1925 roku. Rok później stworzył kilka konstrukcji figuratywnych z drewna i drutu. Były to figurki zwierząt z ruchomymi elementami stanowiące zaczątek jego dzieła zatytułowanego Cyrk. W 1926 miała także miejsce jego pierwsza wystawa malarstwa (Artist’s Gallery, Nowy Jork). Tego samego roku wyjechał do Paryża, gdzie mieszkał do 1933. Tam zaprzyjaźnił się z Joanem Miró. Jego pierwsza paryska wystawa indywidualna została zorganizowana przez Galerie Billiet w 1929. Po wizycie w pracowni Pieta Mondriana w 1930 Calder zainteresował się abstrakcjonizmem. W następnym roku został zaproszony do członkostwa w grupie Abstraction-Création oraz zaprezentował na wystawie swoje pierwsze mobile, dzięki którym stał się prekursorem sztuki kinetycznej.

## Galeria

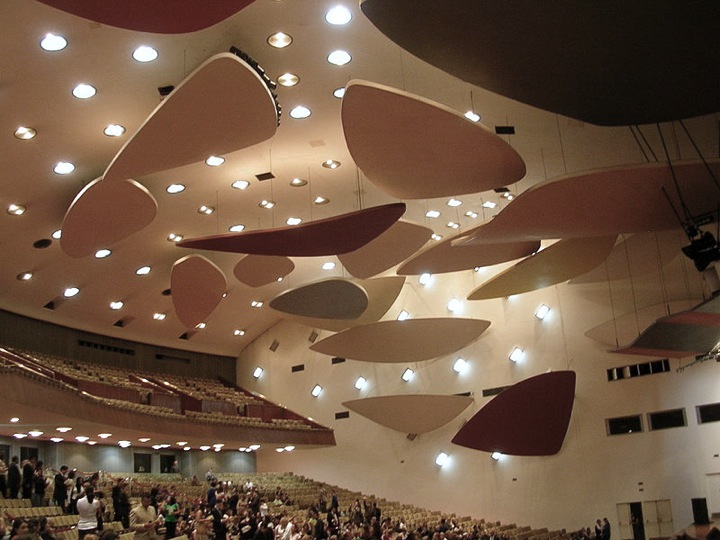
Acoustic Ceiling 1953, in the Central University of Venezuela.
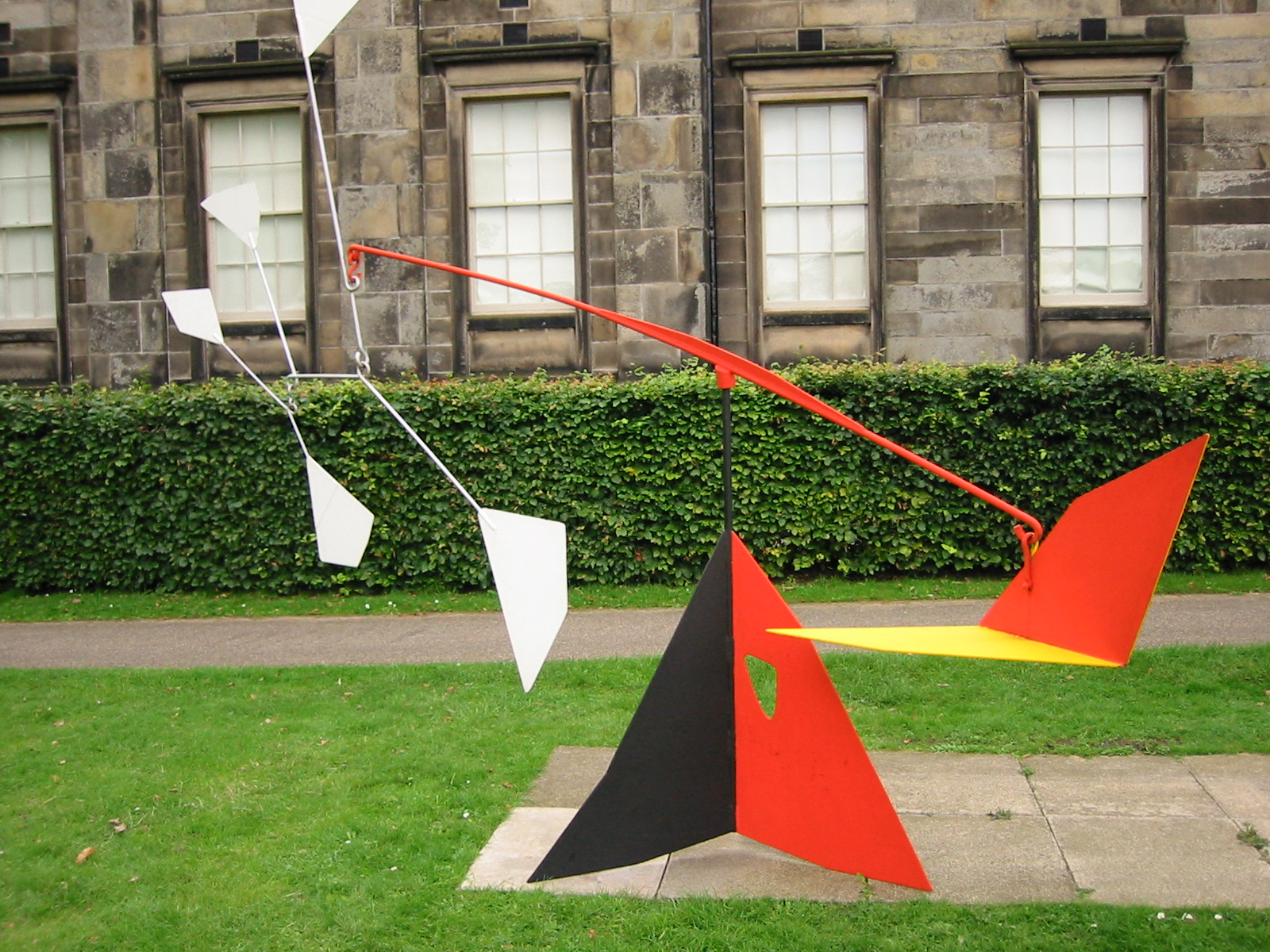
The Empennage 1953, Scottish National Gallery of Modern Art.
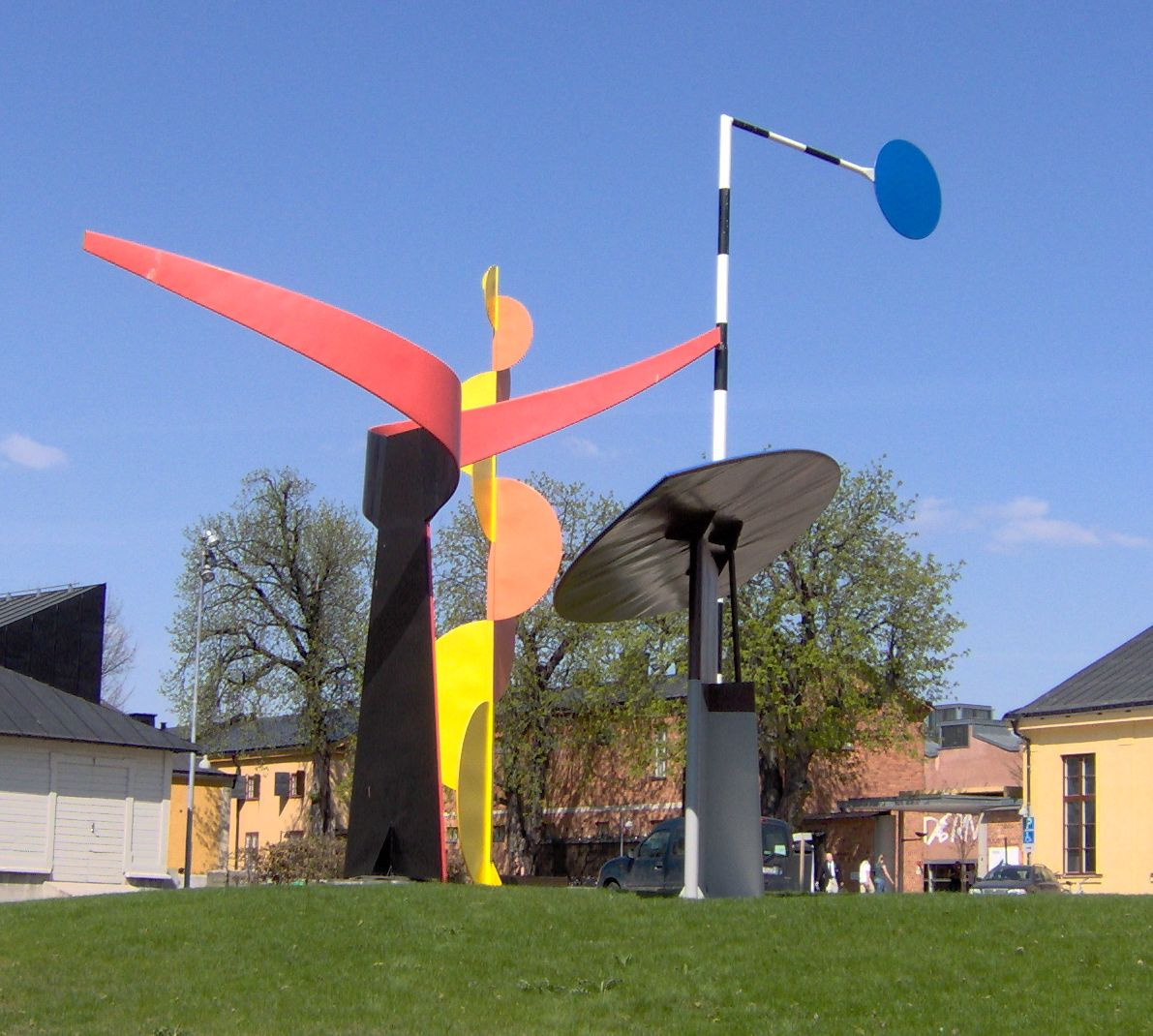
The Four Elements 1961, Stockholm.
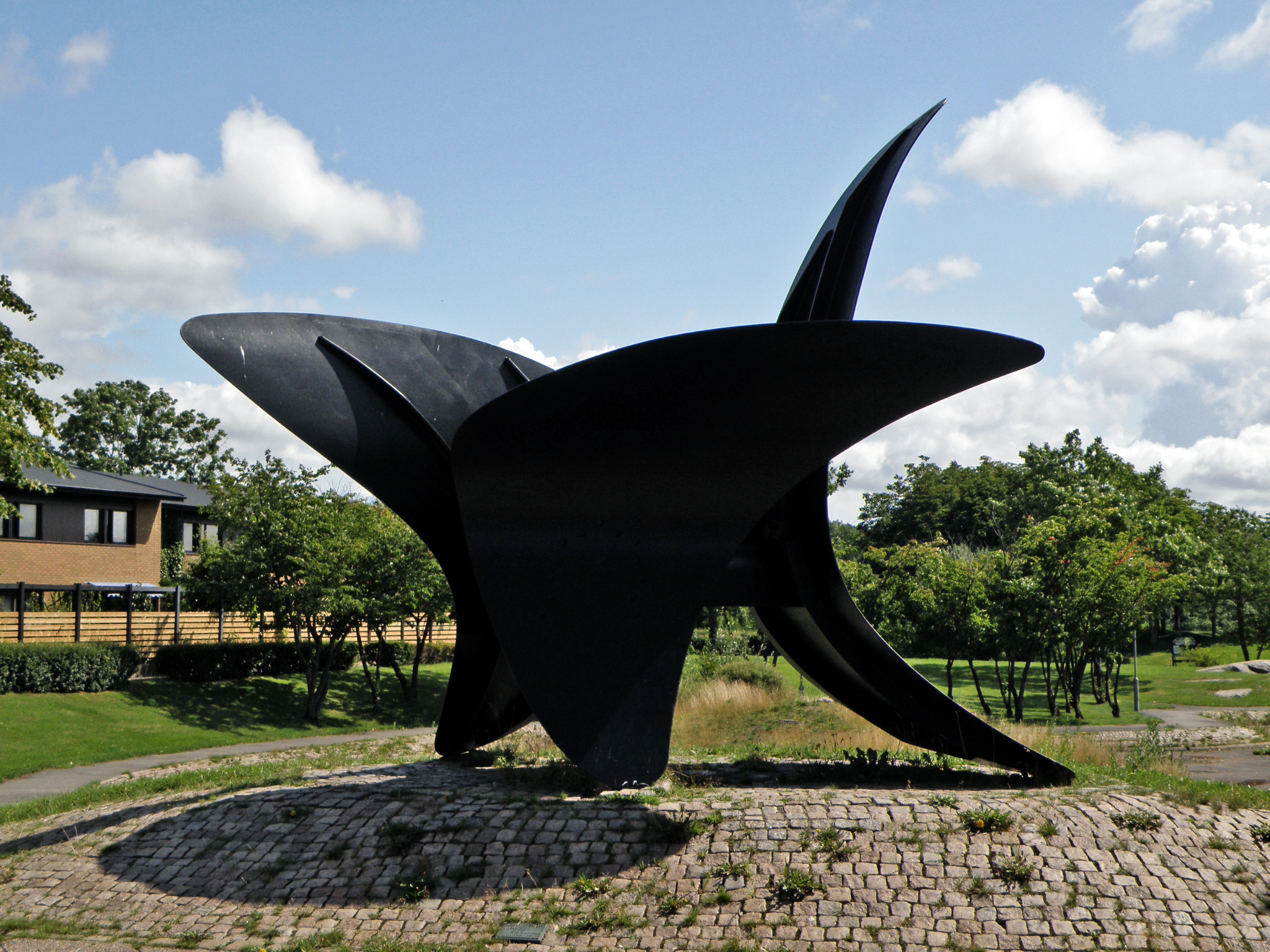
The Three Wings 1967, Gothenburg Sweden.
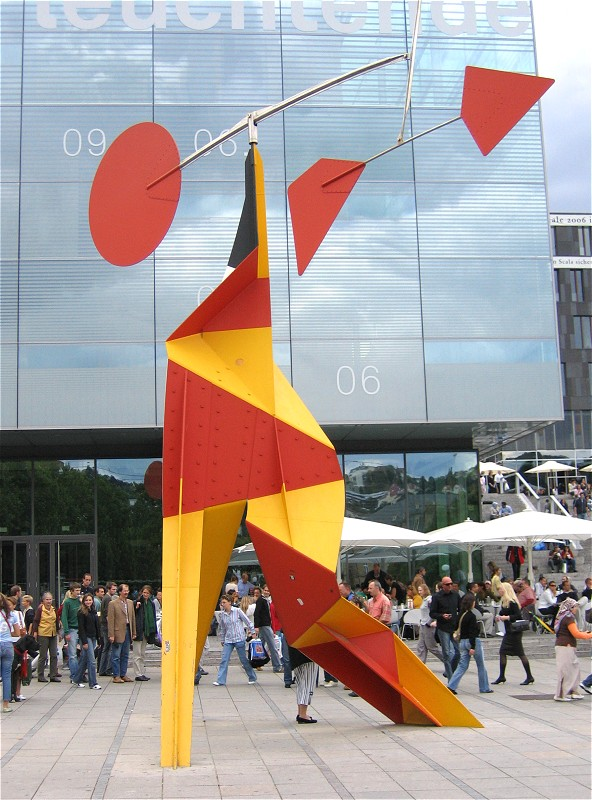
Crinkly with Red Disk 1973, Stuttgart.
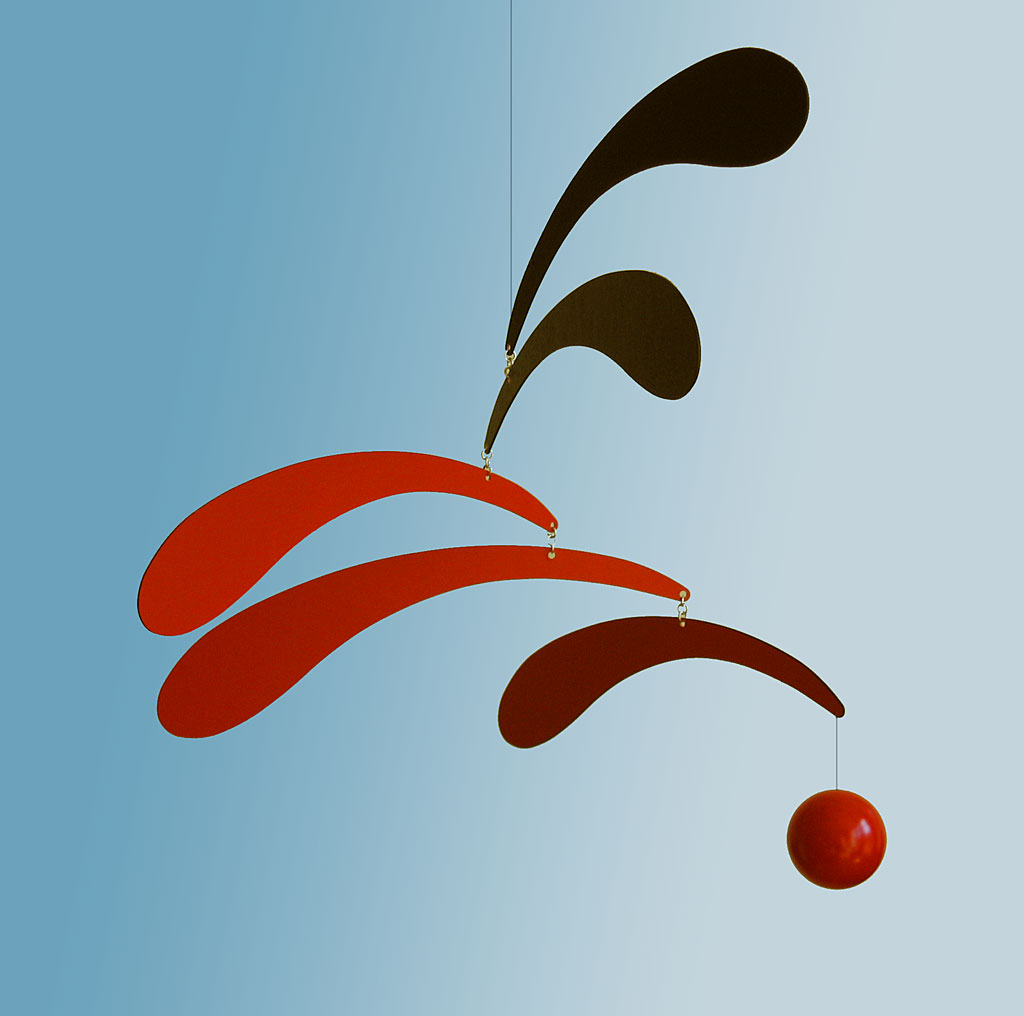
Mobile
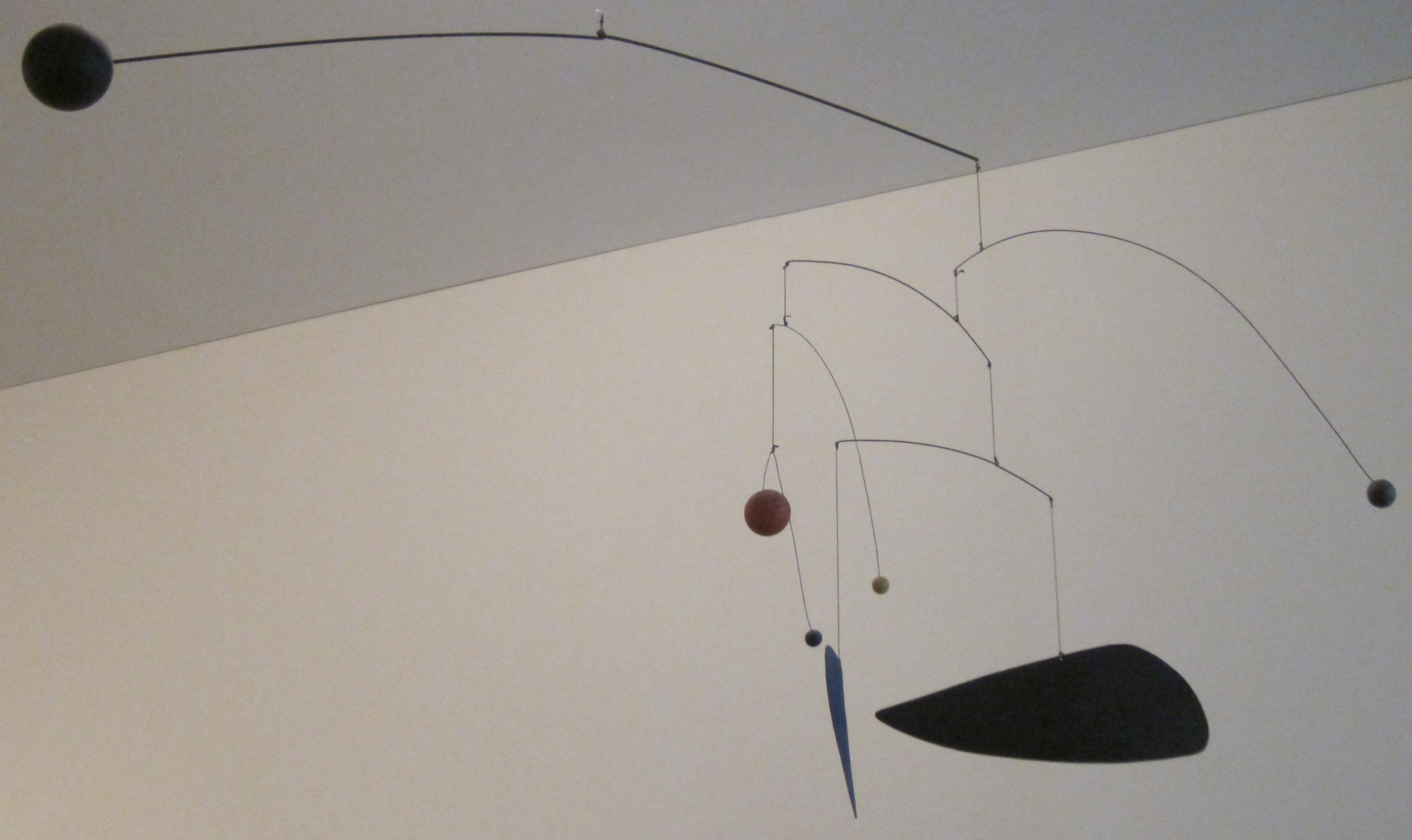
Mobile, 1932.

Jego wielkie rzeźby plenerowe:
- Spirala przy gmachu UNESCO w Paryżu
- Wielki stabil w Cambridge
- Czerwone słońce na stadionie olimpijskim w Meksyku.